# Saulo Fernandes
Saulo Fernandes   (Barreiras, 9 de setembre de 1977) o, simplement, Saulo és un cantant brasiler d'axé. Va ser el solista dels grups Chica Fé i Banda Eva, abans d'encetar la seva carrera en solitari.

## Carrera
Les seves primeres passes en el món de la música van ser amb 18 anys, mentre vivia a Vitória, la capital d'Espírito Santo. Allà va participar de trios elétricos en els carnavals de la ciutat. El 1996, ja de volta a Bahia, es va incorporar al grup Chica Fé, amb els que va guanyar el premi al cantant revelació del Carnaval de Salvador de 2001.
El març de 2002, Saulo va rebre una invitació per encapçalar Banda Eva, un famós grup de la capital bahiana que als anys noranta va llançar a l'estrellat a na Ivete Sangalo. Fou una decisió polèmica, ja que durant una dècada el grup havia tingut solistes femenines. El 2003 va ser novament premiat a Salvador, enduent-se el guardó al millor cantant. L'any 2008 va enregistrar un àlbum de música infantil, en col·laboració amb Sangalo, pel qual van ser nominats al Grammy Llatí.
El 2013 va deixar Banda Eva per iniciar una carrera en solitari.

## Discografia
| Àlbums d'estudi - A Casa Amarela (2008) amb Ivete Sangalo - Baiuno (2015) - O Azul e o Sol (2017) - Cantaí no Groove (2018) amb Durval Lélys - AETD+ (2022) - Acho que é Axé (2023) - Quem Me Ensinou, Pt. 01 (2024) | Àlbums en directe - Saulo ao Vivo (2013) - Sol Lua Sol (2019) EPs - É a Bahia (2025) |